# Diana Motors Company

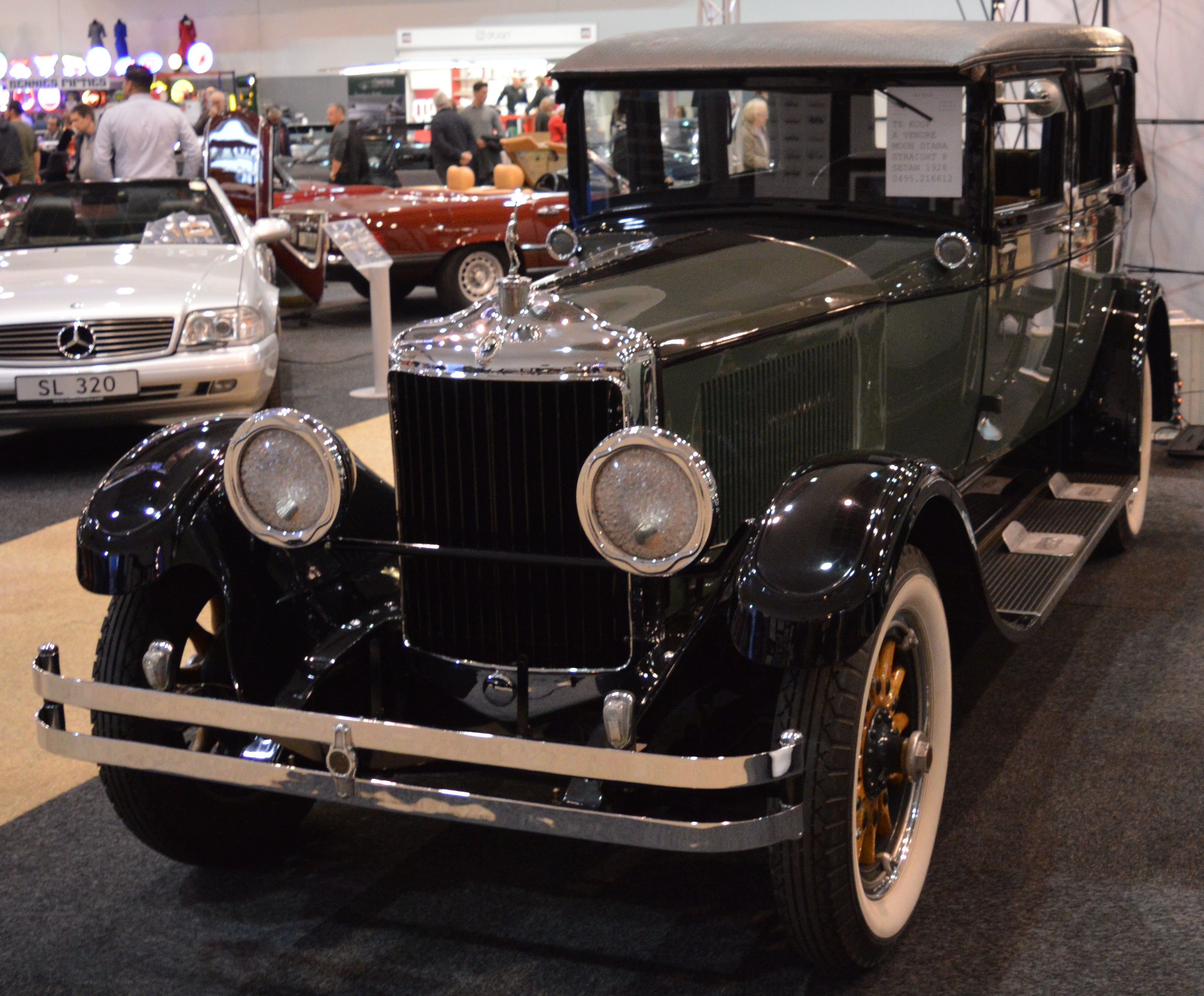
Diana von 1928

Diana Motors Company  war ein US-amerikanischer Automobilhersteller, der von 1925 bis 1928 Personenkraftwagen baute. Die in St. Louis (Missouri) ansässige Firma war eine Tochtergesellschaft der Moon Motor Car Company.

## Beschreibung
Der Diana hatte einen Achtzylinder-Reihenmotor von Continental und wurde vorwiegend als „Frauenauto“ beworben. Man pries es als „am leichtesten zu lenkendes Auto in Amerika“ an. Die Verkaufspreise lagen zwischen US$ 1895,– und US$ 2695,–.
Ab Mitte 1928 wurde der Diana als Moon-Modell verkauft.